# Cremastus orbitalis
Cremastus orbitalis är en stekelart som först beskrevs av Cresson 1872.  Cremastus orbitalis ingår i släktet Cremastus och familjen brokparasitsteklar. Inga underarter finns listade i Catalogue of Life.